# Bob Lenarduzzi
Robert Italo Lenarduzzi (Vancouver, Brit Columbia, 1955. május 1. – ) kanadai labdarúgóedző, válogatott labdarúgó. 

## Pályafutása

### Klubcsapatban
Vancouverben, Brit Columbiában született. 1970 és 1976 között az angol Reading játékosa volt. 1974 és 1984 között a Vancouver Whitecaps csapatában szerepelt. Játszott még a Vancouver Spartans, az amerikai Tacoma Stars és a Vancouver 86ers együttesében.

### A válogatottban
1973 és 1986 között 48 alkalommal szerepelt a kanadai válogatottban és 5 gólt szerzett. Részt vett az 1984. évi nyári olimpiai játékokon és tagja volt az 1985-ös CONCACAF-bajnokságon aranyérmet szerző csapatnak. Részt vett az 1986-as világbajnokságon, ahol Kanada mindhárom csoportmérkőzésén kezdőként lépett pályára.

### Edzőként
1987 és 1993 között a Vancouver 86ers csapatánál dolgozott vezetőedzőként. 1993 és 1998 között a kanadai válogatott szövetségi kapitánya volt. irányításával két világbajnokság-selejtezősorozatában vettek részt. Az 1994-es világbajnokság selejtezőiben Ausztráliával játszhattak pótselejtezőt. Az első találkozót Kanada nyerte 2–1-re Edmontonban, a visszavágót ugyanilyen arányban az ausztrálok nyerték. A hosszabbításban nem esett gól, így következtek a büntetők, amiben Ausztrália bizonyult jobbnak 4–1 arányban és játszhatott Argentínával a világbajnoki helyért. Az 1998-as világbajnokságra selejtezőiben bejutottak a hatos döntőbe, ahol Kanada a csoport hatodik helyén végzett 10 ponttal és mínusz 15-ös gólkülönbséggel.

## Sikerei, díjai
Kanada
- CONCACAF-bajnokság győztes (1): 1985